# Francesco da Sangallo

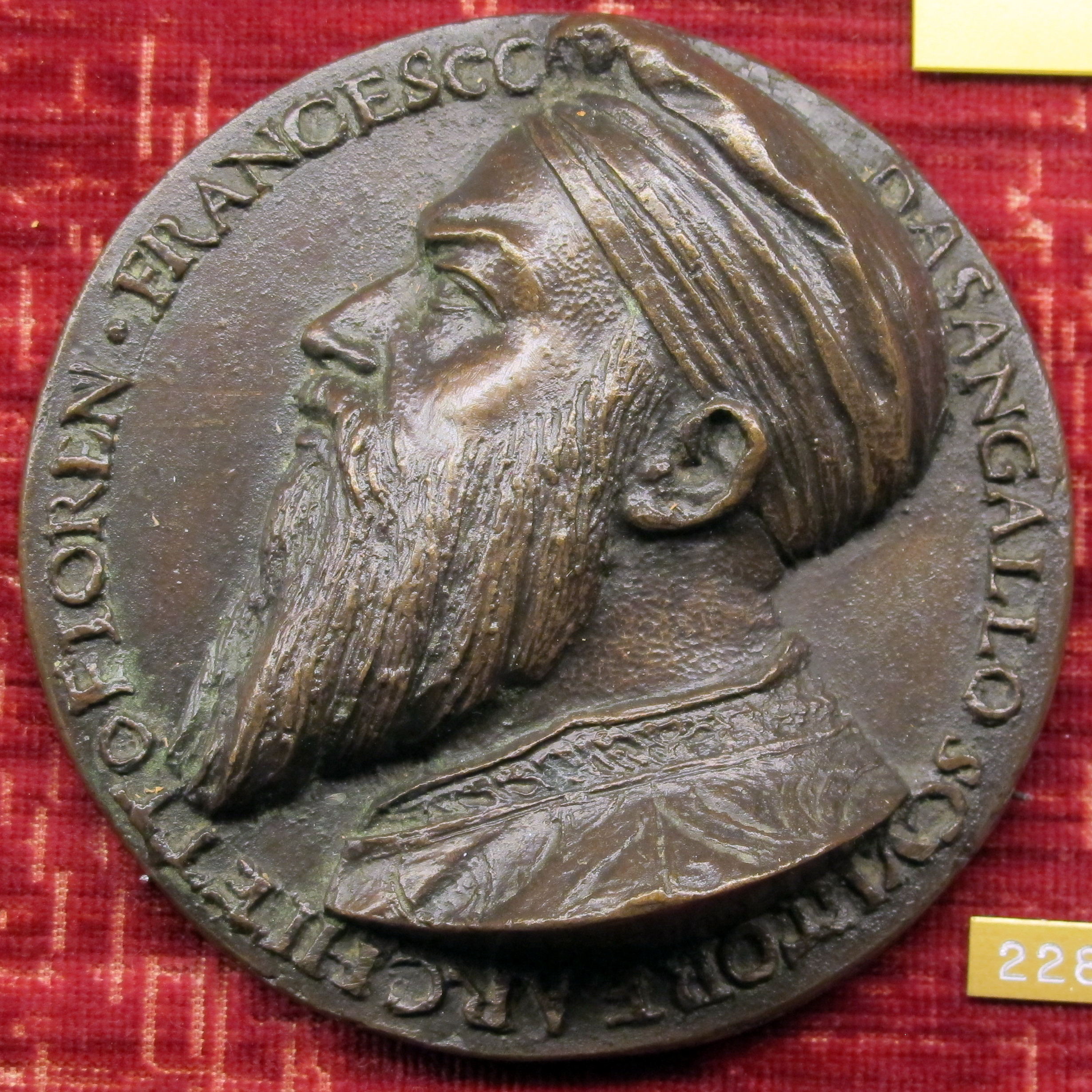
Medalha com o rosto de Francesco da Sangallo, 1550

Francesco da Sangallo (1494 – 1576) foi um escultor e arquiteto da Itália.
Filho de Giuliano da Sangallo, seu pai o levou com dez anos a Roma, onde conheceu a célebre escultura do Laocoonte, o que causou-lhe uma forte impressão que levaria por toda a vida. Teve aulas com Andrea Sansovino e trabalhou na Basílica de São Pedro. Mais tarde se tornou mestre das obras da Catedral de Florença. Também foi um dos membros fundadores da prestigiada Accademia del Disegno, em Florença.